# 5 Zimmer Küche Sarg
5 Zimmer Küche Sarg (Originaltitel: What We Do in the Shadows) ist eine neuseeländische Mockumentary-Horrorkomödie über eine Wohngemeinschaft, in der mehrere männliche Vampire unterschiedlichen Alters zusammenleben.
Das Drehbuch stammt von Jemaine Clement und Taika Waititi, die Regie führten und zwei der Hauptrollen übernahmen. Die Premiere erfolgte am 19. Januar 2014 auf dem Sundance Film Festival in den USA. In Deutschland wurde der Film erstmals am 12. Februar 2014 auf den Internationalen Filmfestspielen Berlin gezeigt.

## Handlung

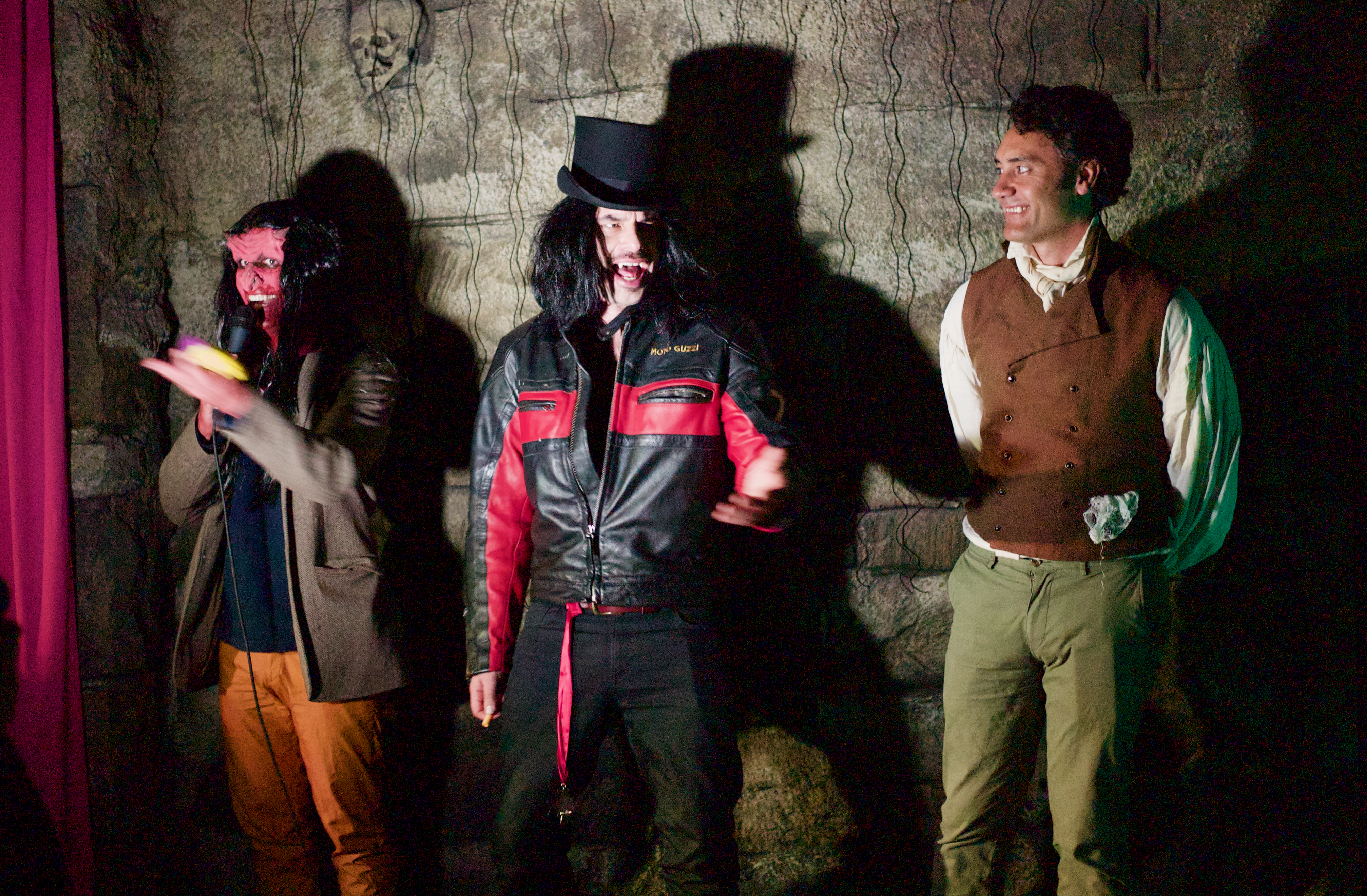
Jemaine Clement (Mitte) und Taika Waititi (rechts) im Berlin Dungeon zur Eröffnungsfeier des Filmes in Berlin (2014)

Der Film folgt einem Kamerateam, das das Leben in einer Vampir-Wohngemeinschaft filmt und die Bewohner in deren Alltag begleitet. Von den Vampiren wurde ihnen für die Dauer der Dreharbeiten körperliche Unversehrtheit garantiert. Den gesamten Film sieht der Zuschauer aus dem Betrachtungswinkel dieser Kameraleute, was dem Film die Optik und Atmosphäre einer mit Handkamera gedrehten Dokumentation verleiht. In dieser Wohngemeinschaft, die in einem alten Haus in der Vorstadt von Wellington in Neuseeland liegt, wohnen vier Vampire: Der 379 Jahre alte Viago ist ein affektierter Dandy und eine Frohnatur, der seine Mitbewohner mit seiner pedantischen Art mitunter nervt. Vladislav, 862 Jahre alt, ein Adeliger aus dem Mittelalter, mit großem Ego und altertümlichen Manieren. Deacon, mit 183 Jahren der Jüngste, als wild und rebellisch geltend, siedelte als ehemaliger Nazi-Vampir 1945 aufgrund von Imageproblemen nach Neuseeland über. Der stille, über 8000 Jahre alte, Nosferatu-ähnliche Petyr, der die meiste Zeit zurückgezogen im Keller bleibt, komplettiert die Wohngemeinschaft. In dieser Gemeinschaft treten gelegentliche Konflikte auf, wie Streit über Jahre nicht abgewaschenes, blutverschmiertes Geschirr, sowie Probleme, die das Dasein als Vampir mit sich bringt, etwa beim Ankleiden bei fehlendem Spiegelbild. Obwohl Viago, Vladislav und Deacon jeweils mehrere Jahrhunderte alt sind, wirken sie wie etwa Mitte dreißig. Dem Trio fällt es nicht leicht, sich an das Leben des 21. Jahrhunderts anzupassen.
Deacon hat eine menschliche „Dienerin“ namens Jackie, die allerlei Besorgungen für die Wohngemeinschaft macht und der im Gegenzug das ewige Leben durch einen Biss und die daraus folgende Vampirwerdung in Aussicht gestellt wird. Jackie versorgt das Trio beispielsweise mit Nachschub an Opfern, vorzugsweise in Form von Jungfrauen. Jackie führt den Vampiren ihren Ex-Freund Nick zu, welcher von Petyr ausgesaugt und dabei versehentlich in einen Vampir verwandelt wird. Mehrere Monate später ist Nick vollends mutiert und zieht in die WG. Er stellt den anderen seinen Freund Stu vor, einen Computer-Nerd, der bei verschiedenen Problemen hilft, den Vampiren moderne Technik näher bringt und deswegen in gegenseitigem Einverständnis nicht gebissen wird.
Als Nick während einer Partynacht mit seinen Fähigkeiten als Vampir prahlt, erweckt er die Aufmerksamkeit eines Vampirjägers, der daraufhin tagsüber in das Quartier der Vampire einbricht, Petyr dem Sonnenlicht aussetzt und ihn dadurch tötet. Viago, Vladislav und Deacon sind erschüttert und werfen Nick aus der WG. Auf einem nachfolgenden Ball trifft das Trio andere postmenschliche Bewohner Wellingtons wie Zombies und Hexen, andere Vampire und die Ex-Freundin von Vladislav, genannt „das Biest“. Nach einem Kampf auf dem Ball stoßen die vier Vampire und Stu auf eine Truppe von Werwölfen, die von ihrem Alphatier Anton angeführt werden. Stu wird in einer entstehenden Verfolgung von den Werwölfen angegriffen und verletzt. Jedoch erscheint Stu eine Weile später mit Narben im Gesicht und als Werwolf verwandelt. Schließlich versöhnen sich die Vampire mit den Werwölfen.

## Besetzung und Synchronisation
Die deutsche Synchronisation des Films übernahm die Cinephon.
| Darsteller               | Synchronsprecher  | Rolle     |
| ------------------------ | ----------------- | --------- |
| Taika Waititi            | Marius Clarén     | Viago     |
| Jemaine Clement          | Tommy Morgenstern | Vladislav |
| Jonathan Brugh           | Tobias Nath       | Deacon    |
| Ben Fransham             | Alexander Doering | Petyr     |
| Cori Gonzalez-Macuer     | David Nathan      | Nick      |
| Stuart Rutherford        | Alexander Doering | Stu       |
| Jackie van Beek          | Nana Spier        | Jackie    |
| Chelsie Preston Crayford | Lisa Braun        | Josephine |
| Ethel Robinson           | Luise Lunow       | Katherine |

## Hintergrund
5 Zimmer Küche Sarg basiert auf einem 28-minütigen Kurzfilm, den Clement und Waititi 2005 drehten. Taika Waititi äußerte sich in einem Gespräch dazu: „Als wir die Idee hatten, lebten wir in dunklen, kalten Häusern, in denen niemand das Geschirr gespült hat.“
Die Dreharbeiten zum Film fanden im September 2012 in Wellington statt, bei einem Budget von rund 1,6 Millionen US-Dollar. So entstanden rund 125 Stunden Filmmaterial, dessen Schnitt ein weiteres Jahr in Anspruch nahm. Die Nachproduktion wurde dabei im Unternehmen Park Road Post vorgenommen. Angelehnt an ein Drehbuch, sind weite Teile des Filmes improvisiert.

## Kritiken
Die Kritiken zu 5 Zimmer Küche Sarg fielen überwiegend positiv aus. So zählte Rotten Tomatoes 172 positive und nur 7 negative Rezensionen. Metacritic zählte 30 positive, 3 gemischte und keine negativen Veröffentlichungen. Auf der Seite der Internet Movie Database wurde bei 136.692 Nutzern die gewichtete Durchschnittsnote von 7,7 von 10 ermittelt.
Spiegel Online lobt den Film als „sehr charmanten Quatsch“ und merkt an, dass im Zusammenprall von „Spießigkeit und moralfreier Ewigkeit“ das humoristische Potenzial des Films läge. Die Süddeutsche Zeitung sieht im Film ein „wunderbar subversives Gegenmittel zu den goldbestäubten Vampiren des Mainstream-Kinos“.
Andreas Busche von epd Film sieht in 5 Zimmer Küche Sarg eine „Sozialstudie über das Gruppenverhalten von Vampiren“, da der einzelgängerische Vampir „nicht unbedingt in dem Ruf“ stehe, „über eine hohe Sozialkompetenz zu verfügen“. Auf dieser spekulativen Idee beruhe der ganze Witz, den Waititi und Clement auf „jede nur erdenkliche Weise, von todernst bis hochgradig absurd“ durchspielen. Martin Gobbin von Critic.de lobt zudem, dass sich die beiden Regisseure „anders als so mancher jüngere Beitrag zum Vampirfilm-Genre, intensiv mit der tradierten Mythologie auseinandersetzten“.

„5 Zimmer Küche Sarg stellt im Mockumentary-Stil empirische Untersuchungen über das Leben von vier Vampiren an. […] Der Film orientiert sich an bekannten Fernsehformaten. Waititi und Clement sind mit der HBO-Comedyserie Flight of the Conchords bekannt geworden, und 5 Zimmer Küche Sarg funktioniert wie eine Mischung aus The Office und The Big Bang Theory. Es geht immer um Vorführeffekte: zwischen Eigen- und Fremdwahrnehmung und von vermeintlich selbstverständlichen sozialen Praktiken. […] Waititi und Clement variieren das Sitcom-Format der WG-Comedy immer auf der Basis eines gesicherten Wissens über Vampirmythologie.“

„Während der Originaltitel ‚What We Do in the Shadows‘ – etwa: Was wir im Dunkeln treiben – auf das Geheimnisvolle abzielt, betont die deutsche Version die Normalität dieses Lebens. […] Die Regisseure Taika Waititi und Jemaine Clement, die beide auch mitspielen, machen sich und dem Publikum einen Spaß daraus, die Blutsaugerfolklore ernst zu nehmen. Der Witz ihres Films entsteht vor allem aus seiner zur Schau gestellten Gewissenhaftigkeit.“

## Fernsehserien
Am 22. Januar 2018 wurde bekannt, dass der US-Kabelsender FX eine halbstündige Pilotfolge zu einer auf 5 Zimmer Küche Sarg basierenden Fernsehserie in Auftrag gegeben hat. Taika Waititi führte bei der Pilotepisode Regie, das Drehbuch stammt von Jemaine Clement. Beide nahmen auch die Rolle des Executive Producers ein.
Die Serie, die nun in New York spielt, startete unter dem Namen What We Do in the Shadows am 27. März 2019 in den USA und am 6. Februar 2020 in Deutschland.
Ein weiterer, ebenfalls im Stil einer Mockumentary gehaltener Ableger des Films, ist Wellington Paranormal. In der Serie, die seit dem 11. Juli 2018 von Television New Zealand ausgestrahlt wird, spielen die Officers Minogue und O’Leary, die bereits in 5 Zimmer Küche Sarg auftraten, die Hauptrolle und untersuchen paranormale  Phänomene.